# Haus Pietzsch

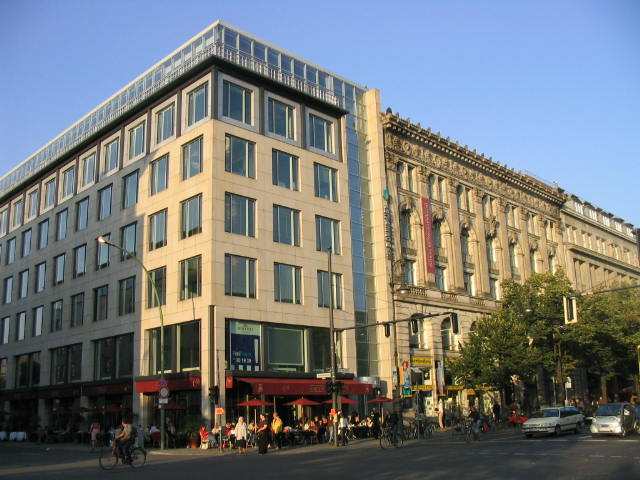
Haus Pietzsch, Unter den Linden 42

Das Haus Pietzsch ist ein Büro- und Geschäftshaus im Berliner Ortsteil Mitte, das für 50 Millionen Mark (kaufkraftbereinigt in heutiger Währung: rund 43 Millionen Euro) zwischen 1993 und 1995 nach Entwürfen des Architekten Jürgen Sawade am Boulevard Unter den Linden errichtet wurde. Unter der Hausnummer 42 beherbergt es dort unter anderem im Erdgeschoss das Café Einstein, einen beliebten Treffpunkt der „Berliner Gesellschaft“. Das Gebäude ist nur 15,71 Meter breit, weshalb im Untergeschoss ein Autoaufzug das Parkhaus erschließt. Markant ist das schmale haushohe Atrium, das in wechselnder Hängung unter anderem Stücke aus der Gemäldesammlung des namengebenden Mäzens Heiner Pietzsch ausstellt. Der Wirt des Café Einstein hat diese sechsgeschossige Galerie als „wohl größte zusammenhängende Ausstellungswand der Welt“ bezeichnet.